# Алангасар
Алангаса́р — велетень, один з основних персонажів удмуртської міфології циклу про давніх заселенців краю, може бути ототожнений з чуддю в переказах європейської півночі Росії. Відповідає Зерпалу північних удмуртів. Г. М. Потанін та Д. А. Яшин вважають, що термін походить від етнонімів алани та хозари. Згідно з більш аргументованою точці зору В. В. Напольских, ім'я та образ Алангасара був запозичен південними удмуртами у татар. Це підтверджується численними прямими аналогіями Алангасару у тюркських народів.
Алангасар протиставлений людині за часом проживання на землі, розуму та вмінню створювати культурні цінності. В портретній характеристиці увага акцентована на зрості та силі: ходить по лісі, як по кропиві; б'ється вирваними з коренями деревами; людину, яку виробляє борт для бджіл, вважає за дятла; людину розглядає на долоні, саджає в кишеню та кладе за пазуху. Гріючись біля вогнища, велетень захищається від спеки глиною, обтираючи свої стопи. Коли велетень вбачає на землі істоту, яка здатна працювати, він змушений піти з колишнього місця проживання. Відходить на північ, де перетворюється у великі кам'яні скелі, або гине в ямах, поховавши себе заживо.
Доказом давнього існування алангасара в даній місцевості є назви височин, гір, пагорбів (Алай-пидтиш — П'ятка Алая, Алангасар-Гурезь — Гора Алангасара). Нерівна поверхня, згідно з народними переказами, — це земля, яка прилипла після дощу до ступні і відвалилась коли велетень її струсив, або була витрушена з лаптя алангасара. Алангасар став відправною точкою для створення 2 типів образів в удмуртському фольклорі — батири та міфічні істоти. Богатирі стали послідовниками їхньої фізичної сили, а міфічні істоти — розуму. В боротьбі з людиною вони вимушені відступати перед спритність та хитрістю.
В архаїчній традиції алангасар є гіперболізованим образом минулого, спогад про міфологічний «долюдський» час. Згідно з пізніми версіями, алангасар однозначно негативний персонаж, порівнюється з міфічною істотою палесмуртом. В розмовній мові — сварливе слово, яке означає дурень.